# Vídeo a la carta

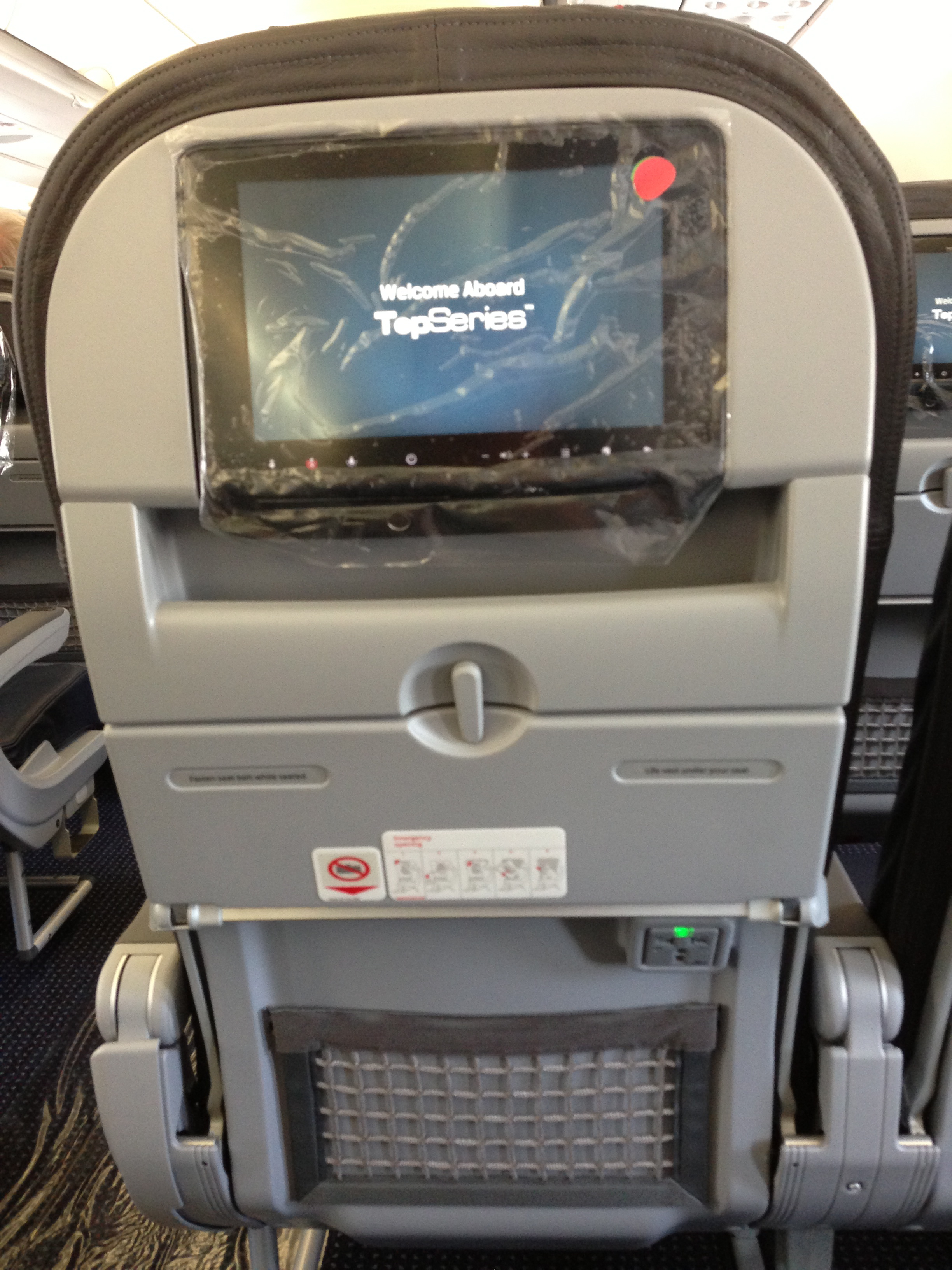
Servei de vídeo a la carta en un avió.

La televisió a la carta o vídeo sobre comanda, de l'anglès video on demand (VoD), és un sistema de televisió que permet a l'usuari l'accés a continguts multimèdia de forma personalitzada, oferint-li d'aquesta manera, la possibilitat de sol·licitar i visionar una pel·lícula o programa concret en el moment exacte que el telespectador ho desitgi. Existeix, doncs, la possibilitat de visualització en temps real o bé descarregar la pel·lícula o programa triat en un dispositiu, com pot ser un ordinador, una gravadora de vídeo digital (també anomenada gravadora de vídeo personal) o un reproductor portàtil per tal de veure’l en qualsevol moment.
Actualment també és conegut com a SVOD o Streaming Video on Demand. Aquest és el sistema de reproducció de vídeo en streaming sota demanda. S'utilitza a plataformes com Netflix, HBO o Filmin.
Una de les altres formes de funcionament conegudes és com a TVOD o Transactional Video on Demand. En aquest sistema de reproducció de vídeo en streaming els usuaris paguen un preu per cada pel·lícula (normalment menys de 2 €) i adquireixen els drets per visualitzar-la un nombre indeterminat de vegades dins un període que sol trobar-se entre un i tres dies. Aquest servei s'ofereix a Espanya per empreses com Youtube o Filmin.

## Funcionalitat
El sistema conté les funcions bàsiques de vídeo, que són els anomenats sistemes trampa, com l'opció de parar el programa o reprendre'l a voluntat del mateix client, rebovinar cap endavant i cap enrere, posar-lo a càmera lenta o en pausa. A més a més, VoD permet a l'usuari disposar del programa desitjat sense dependre d'horaris fixes de programació. L'espectador disposa d'una àmplia oferta de programes per a visualitzar, a vegades, realitzant un pagament per certs programes com en el cas de pagament per visió. El client està connectat a un servidor de Video on Demand, que disposa d'un sistema alternatiu als tradicionals lloguers de pel·lícules.
En els sistemes de streaming basats en disc, tenim la necessitat d'un processament addicional, ja que els arxius separats d'avanç ràpid i retrocés han de ser emmagatzemats en unitats de disc dur. En canvi, els sistemes basats en memòria poden executar aquests sistemes directament des de la RAM, ja que no necessita emmagatzematge addicional.
Tenim dues maneres possibles de distribució de VoD; en el cas de fer-ho a través de LAN, podem realitzar una distribució molt més ràpida als usuaris. En canvi, si ho fem a través de WAN, la resposta serà molt més lenta, però per contra, l'abast serà molt més gran. Els serveis de descàrrega VoD són possibles en cases amb connexió via cable (òptic o coaxial) o bé ADSL.
VoD utilitza protocols en temps real, com per exemple RTP (Real Time Protocol) sobre UDP (User Datagram Protocol) amb el protocol de control RTCP (Real Time Control Protocol).
Un bon complement seria un protocol de reserva de recursos com ara el RSVP (ReSerVation Protocol).

## Història
Un dels primers sistemes de VoD comercial es va posar en marxa experimentalment a Hong Kong durant l'any 1990, però poc temps després va fracassar degut al fet que els CD’s eren molt més barats i que la televisió de pagament no era comú a Hong Kong.
A partir de 1994 es desenvolupa un servei de VoD per part de la televisió interactiva de Cambridge a Anglaterra. Aquest servei proporcionava vídeo i dades a 250 llars i escoles connectades a la xarxa per cable de Cambridge (més tard per part de NTL i actualment Virgin Media). L'streaming amb MPEG-1 va ser difós a través d'una xarxa ATM d'un servidor de mitjans de comunicació ICL amb STB, dissenyat per Acorn Online Media. El sistema es va iniciar amb una velocitat de 2 Mbit/s per casa i, posteriorment, va augmentar a 25 Mbit/s Els continguts van ser subministrats per la BBC i Anglia TV, però el projecte va culminar l'any 1996 per la dificultat d'obtenció de continguts.
El 1998, Kingston Comunications es va convertir en la primera companyia britànica en llençar un servei de VoD plenament comercial i la primera a integrar la televisió oberta i l'accés a Internet a través d'un únic descodificador, mitjançant l'entrega de propietat intel·lectual a través d'ADSL.
El 2001, Kingston Interactive TV havia atret 15.000 subscriptors i, després d'una sèrie d'assajos, es va desplegar el servei HomeChoice a Londres, l'any 1999. Posteriorment, va augmentar el nombre de clients fins a 40.000, que després van ser comprats per Tiscali, l'any 2006.
En l'actualitat, els sistemes VoD estan àmpliament desplegats per tots els Estats Units i, des de 2006, ja es comptabilitzaven més de 140 serveis a Europa.

## La pirateria i el P2P
Els sistemes VoD fan referència, generalment, als mecanismes de funcionament legítim d'acord amb les lleis actuals. Les motivacions actuals per a un futur desenvolupat es remunten a la creació de xarxes peer to peer i el desenvolupament de programari per compartir arxius, com per exemple, Bit Torrent. Aquestes innovacions han demostrat que, tècnicament, és possible oferir al consumidor, cadascuna de les pel·lícules que es produeixen. D'aquesta manera, s'aconsegueix no carregar al proveïdor amb tot el cost de pujar informació perquè el client que ho desitja, la pugui rebre.

## SVOD o Streaming Vídeo on Demand
Els sistemes d'Streaming Vídeo on Demand son aquells als quals l'usuari pot visualitzar continguts audiovisuals en línea a través del seu ordinador o un dispositiu mòbil.
El sistema és normalment de pagament, ja que les empreses que l'ofereixen han de comptar amb despeses de drets d'autor i d'imatge. El funcionament és el següent:
1. Una empresa produeix o adquireix els drets d'un contingut audiovisual (pel·lícula, sèrie, documental o curtmetratge).
2. L'ofereix a la seva pàgina web (i, normalment, serveis app per dispositius mòbils i tauletes).
3. L'usuari pot accedir-hi des del seu dispositiu mòbil, tauleta o reproductor web després d'haver-se identificat com un usuari amb un servei de subscripció (normalment incloent un pagament mensual o trimestral).
4. L'usuari pot accedir als continguts d'una manera il·limitada sempre que tingui accés a Internet sense disposar de l'arxiu que està reproduint en format físic (DVD, VHS…) ni digital. L'arxiu es reprodueix al núvol i no ocupa espai als dispositius dels usuaris.

Certes empreses de SVOD permeten descarregar temporalment els arxius per tal de visualitzar-los de forma offline si no es té accés a Internet per un temps. Tanmateix, per descarregar-lo es necessita accés a Internet.

## TVOD o Transactional Vídeo on Demand
El TVOD és un sistema de pagament per visió de continguts audiovisuals basat en els Videoclubs. L'usuari adquireix els drets de visionat d'un contingut audiovisual per un preu inferior als 2 € durant una durada determinada de temps (normalment menys d'una setmana). La principal diferència amb els videoclubs és que l'usuari pot visualitzar-la de manera online a través d'un ordinador o dispositiu mòbil sense haver d'estar obligatòriament a un lloc on hi hagi d'haver un reproductor DVD ni un televisor.
Els serveis de Transactional Vídeo on Demand també solen permetre descarregar els continguts adquirits per visionar-los sense accés a Internet però se'n restringeix l'accés quan s'acaba el termini de temps llevat que es torni a adquirir.

## Near Video on Demand
El NVOD és un sistema de pagament per visió (Pay Per View) utilitzat per difusors multicanal. Aquest sistema utilitza una distribució amb una amplada de banda altíssim (bandwidth), pràcticament igual als de satèl·lit i televisió per cable. Es transmeten diverses còpies del programa en petits intèrvals de temps (uns 30 min.), d'aquesta manera, qualsevol usuari pot veure el contingut des de l'inici sense haver d'estar depenent de l'horari. Aquest sistema necessita una connexió amb gran amplada de banda i, generalment, només l'ofereixen operadors amb una gran capacitat tècnica.

## Push Video on Demand
És una tècnica utilitzada per diferents difusors en els sistemes que no tenen interactivitat per a proporcionar un vídeo sota comanda de veritat, que els permet simular aquest sistema de vídeo sota comanda. Un sistema Push VoD utilitza una gravadora de vídeo personal (en anglès PVR) per gravar automàticament una selecció de la programació, que sovint es transmet durant la nit, amb la capacitat de fer provisió de la gravació. Els usuaris poden veure la programació descarregada en qualsevol moment. Com que el contingut d'aquesta programació ocupa un espai en el disc dur PVR, aquest acostuma a ser eliminat després d'una setmana per tal d'alliberar espai i deixar lloc a nous programes. El fet que l'espai sigui limitat en el disc dur PVR significa que la flexibilitat i la selecció dels programes disponibles en aquests sistemes és més restringit que en els altres sistemes VoD.

## Advertising o Ad based Video on Demand
És una modalitat del VOD que consisteix a proporcionar contingut lliure a l'audiència, però amb la condició que aquests estaran exposats a anuncis. YouTube és l'exemple més conegut d'AVOD.

## Situació Espanya
A Espanya, el sistema Movistar+ envia en cada moment el programa seleccionat per l'usuari sobre la seva línia telefònica, utilitzant tecnologies DSL.
El març de 2006 ONO també comercialitza un sistema de vídeo a la carta sota la denominació Ojo, a través de la seva pròpia xarxa de cable, que proporciona millors prestacions a la banda ampla.
Aquests servei només poden estar disponibles a la televisió per cable (i variants com l'ADSL), ja que és imprescindible una connexió bidireccional, que el satèl·lit o la TDT no permeten.
Quant a l'SVOD i al TVOD, a Espanya hi ha l'empresa Filmin que forma part de l'associació Europea de vídeo en streaming Eurovod.